# Día Internacional de la Memoria Transgénero
El Día Internacional de la Memoria Trans, en inglés Trans Day of Remembrance (TDoR), es día internacional que se celebra anualmente el 20 de noviembre, es un día dedicado a la memoria de aquellas personas que han sido asesinadas, víctimas de la transfobia, el odio y el miedo a las personas transgénero y de género no convencional, así como a recordar la violencia continua que sufre la comunidad transgénero.

## Historia
El Día Internacional de la Memoria Trans fue creado en 1998 por Gwendolyn Ann Smith, una mujer trans, diseñadora gráfica, columnista y activista en memoria del asesinato de Rita Hester en Allston, Massachusetts. Rita Hester era una mujer trans afroamericana que fue asesinada el 28 de noviembre de 1998. En respuesta a su asesinato y al poco respeto que los medios de comunicación mostraron a la víctima, la pena y la indignación provocaron una vigilia el viernes siguiente (4 de diciembre), en el que participaron unas 250 personas. La vigilia inspiró no sólo el TDoR, sino también el proyecto de Internet «Remembering Our Dead» («Recordando a nuestros muertos»).

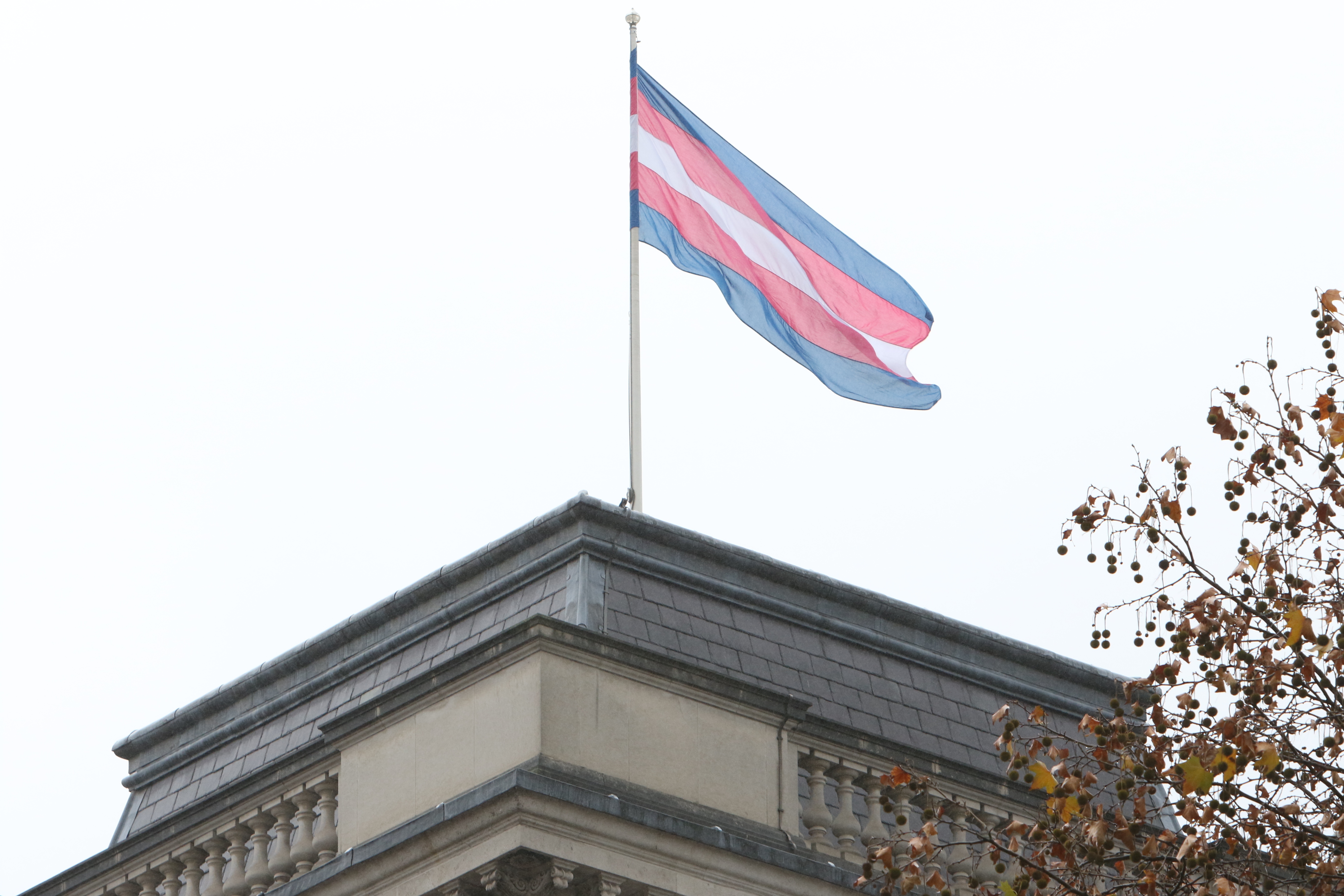
Una bandera del orgullo trans en el Ministerio de Relaciones Exteriores británico, 2018

Desde su creación, el TDoR ha sido celebrado anualmente el 20 de noviembre, y poco a poco ha pasado de ser un proyecto basado en Internet, a un día internacional de acción. Basado sobre todo en Estados Unidos y el Reino Unido, en 2010 el día se celebró en más de 185 ciudades en más de 20 países. Típicamente, el TDoR incluye la lectura de los nombres de aquellos que han perdido su vida en el año anterior, y puede incluir otras acciones, como vigilias con velas, exposiciones de arte, recogidas de alimentos, muestras de cine y manifestaciones, entre otras actividades. El TDoR es la culminación de la «Transgender Awareness Week» («Semana de sensibilización trans»). La Gay & Lesbian Alliance Against Defamation (GLAAD) ha dedicado un amplio espacio al TDoR. GLAAD ha entrevistado a numerosos activistas transgénero, incluyendo a la actriz Candis Cayne, retratada en un acto en el New York City LGBT Community Center, y discutió la cobertura del TDoR en los medios de comunicación.

## Transfobia
Sólo de noviembre de 2012 a octubre de 2013 se registraron 238 asesinatos de personas transgénero, destacando Brasil, con 95 asesinatos, seguido de México (40), Estados Unidos (16), Venezuela (15), Honduras (12), Colombia (12), India (8) y El Salvador, Italia y Turquía (5 cada uno). En Perú, según un informe del Movimiento Homosexual de Lima, entre 2006 y 2010 fueron asesinadas 249 personas por su «orientación sexual e identidad de género», una por semana, en su mayoría trans. Desde enero de 2008 a diciembre de 2012, 6 personas trans fueron asesinadas en España, aunque los casos más sonados son anteriores: la muerte de Sonia Rescalvo Zafra, de una paliza realizada por un grupo de neonazis en 1991, y el de Roberto González Onrubia el 29 de agosto de 2007, que también falleció de una paliza, tras nueve meses de encierro y tortura.